# Abderrezak Bitam
Abderrezak Bitam (en arabe : عبد الرزاق بيطام) est un footballeur algérien né le 18 avril 1989 à Aïn Touta dans la wilaya de Batna. Il évolue au poste de défenseur central au MSP Batna.

## Biographie
Abderrezak Bitam évolue en première division avec les clubs du MSP Batna, de la JS Kabylie, du CA Batna, du RC Relizane, de l'USM El Harrach et de l'AS Aïn M'lila.
Le 16 novembre 2011, Bitam est sélectionné avec l'équipe algérienne des moins de 23 ans pour participer au championnat d'Afrique des nations 2011 organisé au Maroc. Lors de cette compétition, il joue trois matchs. Avec un bilan d'une victoire et deux défaites, l'Algérie est éliminée dès le premier tour.